# Babás-szerkövek

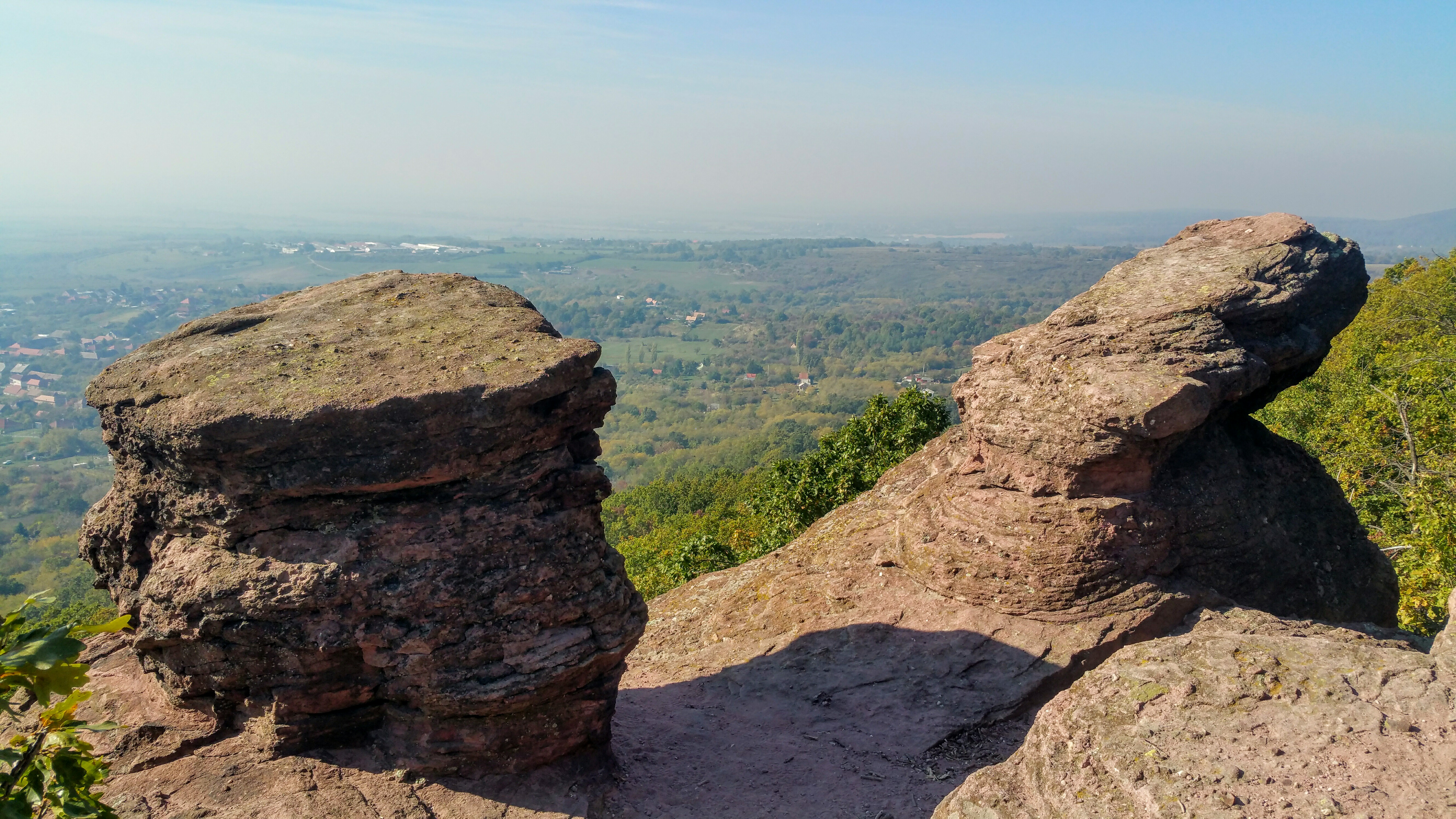
Babás-szerkövek

A Babás-szerkövek a Nyugat-Mecsek Tájvédelmi Körzet területén emelkedő Jakab-hegy déli lejtőjének jellegzetes alakú sziklatornyai. Alakjukat a szél, a víz és a fagyhatás formálta. Nevüket bábuszerű alakjukról kapták. A vöröses sziklákat keresztrétegzett, kovával cementált konglomerátum, kavicsos homokkő és kőzetliszt alkotja. A durva, osztályozatlan törmelékanyag egy száraz, meleg éghajlatú időszak - intenzív, heves esőzések által táplált - vízfolyásainak a terméke. Az üledék (rövid szállítást követően) hordalékkúpokban halmozódott fel.

## A Babás-szerkövek legendája
A Jakab-hegy alján, a faluban élt réges-régen két gazdag család. Ezek szakadatlanul versengtek egymással. Egyszer egy ismeretlen koldus tért be hozzájuk. Mindkét házból kizavarták, bántalmazták. Ekkor megátkozta őket: "Váljatok kővé, amikor a legboldogabbak akartok lenni!"
Mindkét gazdának egy-egy leánygyermeke volt. Egy napon mentek férjhez. Az egyik ház lakodalmas népe ezúttal megelőzte a másikat. Már jöttek vissza a jakab-hegyi barátok templomából, ahol az esküvő volt, amikor a másik még csak fölfelé tartott. Éppen ott találkoztak, ahol a mély szakadék felett a legkeskenyebb volt az út.
Egyik vendégsereg sem akart kitérni a másik elől. Az egymással versengő örömapák egyszerre szólaltak meg: "Inkább váljunk kővé, de ki nem térünk!" Ebben a pillanatban az egész násznép kocsikkal, lovakkal együtt kővé változott. Azóta is ott állnak sorban a hegyoldalon.